# السيد والسيدة أندروز
السيد والسيدة أندروز هي لوحة زيتية للفنان الإنجليزي توماس غينزبرة رسمها في 1750.